# Liste der Bodendenkmäler in Kirchheim in Schwaben
Auf dieser Seite sind die Bodendenkmäler in dem schwäbischen Markt Kirchheim in Schwaben zusammengestellt. Diese Tabelle ist eine Teilliste der Liste der Bodendenkmäler in Bayern. Grundlage ist die Bayerische Denkmalliste, die auf Basis des Bayerischen Denkmalschutzgesetzes vom 1. Oktober 1973 erstmals erstellt wurde und seither durch das Bayerische Landesamt für Denkmalpflege geführt wird. Die folgenden Angaben ersetzen nicht die rechtsverbindliche Auskunft der Denkmalschutzbehörde.

## Bodendenkmäler in Kirchheim in Schwaben

### Bodendenkmäler im Ortsteil Derndorf
| Lage                | Objekt | Akten-Nr.     | Bild                   |
| ------------------- | --- | ------------- | ---------------------- |
| Derndorf (Standort) | Abschnittsbefestigung vor- und frühgeschichtlicher Zeitstellung.                                              | D-7-7828-0004 |                        |
| Derndorf (Standort) | Siedlung des Neolithikums und der Bronzezeit.                                                                 | D-7-7828-0005 | Siedlung D-7-7828-0005 |
| Derndorf (Standort) | Straße vor- und frühgeschichtlicher oder mittelalterlicher Zeitstellung.                                      | D-7-7828-0008 |                        |
| Derndorf (Standort) | Mittelalterliche und frühneuzeitliche Befunde im Bereich der Katholischen Filialkirche St. Vitus in Derndorf. | D-7-7828-0039 |                        |

### Bodendenkmäler im Ortsteil Hasberg
| Lage               | Objekt | Akten-Nr.     | Bild           |
| ------------------ | --- | ------------- | -------------- |
| Hasberg (Standort) | Burgstall des Mittelalters.                                                                                   | D-7-7828-0024 |                |
| Hasberg (Standort) | Mittelalterliche und frühneuzeitliche Befunde im Bereich der Katholischen Pfarrkirche St. Ottilia in Hasberg. | D-7-7828-0042 | weitere Bilder |

### Bodendenkmäler im Ortsteil Kirchheim i.Schw.
| Lage                                               | Objekt | Akten-Nr.     | Bild           |
| -------------------------------------------------- | --- | ------------- | -------------- |
| Kirchheim i.Schw. (Standort)                       | Burgstall des Mittelalters. | D-7-7828-0009 |                |
| Kirchheim i.Schw. Bahnhofstraße 1 (Standort)       | Schloss Kirchheim in Schwaben Mittelalterliche und frühneuzeitliche Befunde im Bereich des Schlosses, der Katholischen Pfarrkirche St. Petrus und Paulus und des ehemaligen Dominikanerklosters in Kirchheim i. Schw. | D-7-7828-0034 | weitere Bilder |
| Kirchheim i.Schw. (Standort)                       | Burgstall des Mittelalters. | D-7-7828-0052 |                |
| Kirchheim i.Schw. Haselbacher Straße 10 (Standort) | Kapelle St. Leonhard Mittelalterliche und frühneuzeitliche Befunde im Bereich der Katholischen Kapelle St. Leonhard in Kirchheim i. Schw.                                                                             | D-7-7828-0076 | weitere Bilder |

### Bodendenkmäler im Ortsteil Spöck
| Lage                                | Objekt                                                                                       | Akten-Nr.     | Bild           |
| ----------------------------------- | -------------------------------------------------------------------------------------------- | ------------- | -------------- |
| Spöck St.-Anna-Straße 17 (Standort) | Kapelle St. Anna Abgebrochener frühneuzeitlicher Vorgängerbau der Kapelle St. Anna in Spöck. | D-7-7828-0096 | weitere Bilder |

### Bodendenkmäler im Ortsteil Tiefenried
| Lage                                    | Objekt | Akten-Nr.     | Bild           |
| --------------------------------------- | --- | ------------- | -------------- |
| Tiefenried Zur Steinplatte 2 (Standort) | Frühneuzeitliche Befunde im Bereich der Katholischen Wallfahrtskirche Maria Hilf in Tiefenried und ihrer Vorgängerbauten. | D-7-7828-0095 | weitere Bilder |